# Tmarus locketi djuguensis
Tmarus locketi là một phân loài nhện trong họ Thomisidae.
Loài này thuộc chi Tmarus. Tmarus locketi djuguensis được miêu tả năm 1955 bởi Comellini.